# Jan Trzeciak (poseł)
Jan Trzeciak (ur. 15 stycznia?/28 stycznia 1902 w majątku Zosin, gmina Szarkowszczyzna, zm. 10 marca 1993 w Warszawie) – polski inżynier rolnik, działacz społeczny, polityk, poseł na Sejm V kadencji (II Rzeczypospolitej), w czasie okupacji niemieckiej Delegat Rządu na Okręg Nowogródzki.

## Życiorys
Urodził się w rodzinie Józefa i Malwiny z domu Korzon (1876–1959). Miał trzech braci rodzonych i troje rodzeństwa przyrodniego. Od 1913 roku był harcerzem.
W 1918 roku przerwał naukę w gimnazjum w Wilnie i walczył w samoobronie wileńskiej, z którą 5 stycznia 1919 roku opuścił Wilno. Jako ochotnik w wojnie polsko-bolszewickiej brał udział w Bitwie Warszawskiej w 18 pułku artylerii polowej, w obsłudze działa. Na własną prośbę został przeniesiony do 1 Dywizji Litewsko-Białoruskiej gen. Żeligowskiego, do 6 Harcerskiego Pułku Strzelców. Uczestniczył w wyzwalaniu Wilna w październiku 1920 roku. 
Po zakończeniu wojny zdał maturę eksternistyczną w Gimnazjum im. Zygmunta Augusta w Wilnie. W 1925 roku ukończył studia na Wydziale Rolniczo-Leśnym Uniwersytetu Poznańskiego i uzyskał dyplom inżyniera rolnika. Specjalizował się w genetyce roślin. Wraz ze swoim przyjacielem Tomaszem Zanem (prawnukiem Tomasza Zana) pracował w majątku Golęcin, prowadzonym w celach doświadczalnych przez Uniwersytet Poznański (m.in. hodowano tam różne rasy bydła). W czasie studiów dodatkowo chodził na wykłady prof. Władysława Tatarkiewicza. Po ukończeniu studiów do września 1939 roku był dzierżawcą majątku Romanowce Wańkowiczów w powiecie szczuczyńskim.
Jan Trzeciak działał w spółdzielczości i w samorządzie rolniczym, współpracując z Antonim Kokocińskim. Organizował spółdzielczość mleczarską na Wileńszczyźnie. Założył i przez 10 lat prowadził spółdzielnią mleczarską w Dzikuszkach, przekształconą następnie w serownię doświadczalną Ministerstwa Rolnictwa. Działał w Obozie Zjednoczenia Narodowego, szczególnie w fazie jego  organizacji w roku 1937. Pełnił m.in. funkcję przewodniczącego powiatowej organizacji miejskiej w Szczuczynie, przewodniczącego Organizacji Wiejskiej OZN na okręg nowogródzki, a w lutym 1938 roku był wiceprzewodniczącym okręgu.
W 1938 roku został posłem na Sejm V kadencji (1938–1939) wybranym z ramienia OZN.
Podczas okupacji niemieckiej za zgodą komendy Okręgu Nowogródek AK pracował jako agronom w zarządzie gospodarstw rolnych „Osland” w Lidzie. Jesienią 1943 roku, z rekomendacji komendanta Okręgu Nowogródek AK ppłk. „Borsuka”, Jan Trzeciak, pseudonim „Aleksander”, został mianowany przez Delegaturę Rządu na Kraj delegatem rządu na województwo nowogródzkie. Na przełomie maja i czerwca 1944 roku zrezygnował z funkcji delegata na Okręg Nowogródzki i zgłosił kandydaturę Mariana Jankowskiego pseudonim „Habdank” na swojego następcę. W połowie lipca 1944 roku Jan Trzeciak przeprowadził się do Wilna. Po krótkim pobycie w Wilnie wrócił w Nowogródzkie i objął dowództwo 4 kompanii VII batalionu 77 pułku piechoty AK (był podporucznikiem rezerwy). Latem 1945 roku jako repatriant wyjechał do Warszawy.
Po wojnie Jan Trzeciak pracował jako inżynier rolnik w różnych państwowych gospodarstwach rolnych. W 1969 roku przeszedł na emeryturę. Kupił małe gospodarstwo rolne wraz z zabudowaniami we wsi Rakowiec k. Gniewu. Gospodarstwo było znane w okolicy z wyrobu serów, które powstawały zgodnie ze starą tradycją serowarską.
Został pochowany na cmentarzu Powązkowskim (kwatera 141-3-13).

## Ordery i odznaczenia
- Krzyż Walecznych
- Medal Niepodległości – 15 kwietnia 1932 „za pracę w dziele odzyskania niepodległości”[9][2]
- Srebrny Krzyż Zasługi (11 listopada 1936)[10]
- Krzyż Zasługi Wojsk Litwy Środkowej (3 marca 1926)[11]
- Medal Pamiątkowy za Wojnę 1918–1921